# Johann-Heinrich-Voß-Schule

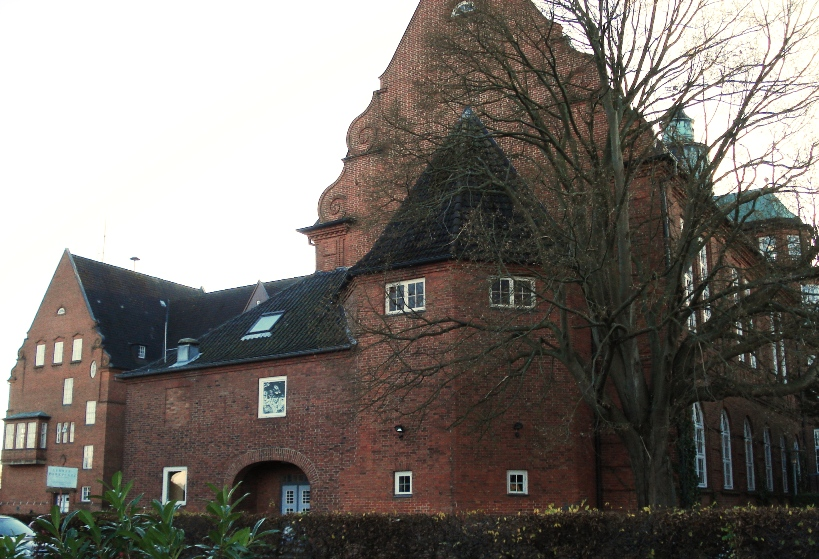
Die Johann-Heinrich-Voss-Schule in Eutin (Seitenansicht)

Die Johann-Heinrich-Voß-Schule ist, neben der Carl-Maria-von-Weber-Schule, eines der beiden Gymnasien in der Kreisstadt Eutin.

## Geschichte

### Die Lateinschule
1309 wurde in Eutin das Kollegiatstift Eutin gegründet. Das Kollegiatstift unterhielt eine Lateinschule, an der Kleriker begabte Jungen, die als künftige Geistliche ausersehen waren, im Lateinischen unterrichteten. In der Zeit des Humanismus kamen die Fächer Griechisch und Hebräisch hinzu. Doch fand kein durchgehender Schulbetrieb statt. Unterrichtet wurde vielmehr nur, wenn „Angebot“ und „Nachfrage“ zusammenfanden: lehrbefähigte Priester und lernwillige Schüler.

### Die Gelehrtenschule
Nach der Reformation entwickelte sich die Schule von einer Lateinschule zu einer Gelehrtenschule. Mit diesem Namen nahm sie in Anspruch, eine höhere Schule zu sein, die auf ein Universitätsstudium vorbereiten sollte. Dass sich der Name Gelehrtenschule im 18. Jahrhundert durchsetzte, zeigt, dass sie mittlerweile diesem Anspruch nachkam.
Ausschlaggebend war, dass sich das Lübecker Domkapitel 1566 verpflichtet hatte, die Besoldung eines „Schulmeisters“ zu übernehmen. Mit dieser „Außenfinanzierung“, die verlässlicher war als die schwankenden Einnahmen aus dem Schulgeld und den gelegentlichen Zuwendungen des – inzwischen evangelischen – Kollegiatstiftes und der Stadt, war der dauerhafte Bestand der Schule gewährleistet. Insofern kann das Jahr 1566 als das eigentliche Gründungsjahr der heutigen Johann-Heinrich-Voß-Schule angesehen werden.
Johann Heinrich Voß war zwei Jahrzehnte lang, von 1782 bis 1802, Rektor der Gelehrtenschule; er wurde später auch ihr Namensgeber. Er prägte seine Schule nach dem Ideal des humanistischen Gymnasiums.

### Die Gelehrten- und Bürgerschule
Nach dem Ende der Napoleonischen Kriege war die Neuordnung des Schulwesens im Fürstentum Lübeck überfällig. 1821 wurde das Schul-Regulativ für die Hochfürstliche Residenz-Stadt Eutin erlassen und die Gelehrtenschule mit der bisherigen Stadtschule als Vereinigte Gelehrten- und Bürgerschule zusammengeschlossen. Bürgerschule heißt, dass sie ihren Schülern die für bürgerliche, insbesondere für kaufmännische Berufe nötigen Kenntnisse vermittelte. Im Herbst 1833 bezog die Schule ein nach Plänen des Lübecker Stadtbaumeisters Heinrich Nikolaus Börm errichtetes klassizistisches Gebäude in der Plöner Straße (die heutige Carl-Maria-von-Weber-Schule). Die Verbindung beider Schulen wurde 1859 wieder rückgängig gemacht. Nach den Bestimmungen des Staatsgrundgesetzes von Oldenburg wurde die Vereinigte Gelehrten- und Bürgerschule in ein staatliches Gymnasium und eine städtische Bürgerschule aufgeteilt.

### Das Großherzogliche Gymnasium
Dem „neuen“ Gymnasium verlieh Großherzog Peter II. von Oldenburg den Namen Großherzogliches Gymnasium, denn seit 1803 war das Fürstentum Lübeck mit Eutin als Residenzstadt in Personalunion mit dem Großherzogtum Oldenburg verbunden. Diesen Namen trug die Schule bis zur Revolution 1918, als Großherzog August II. von Oldenburg abdanken musste.

### Das Realgymnasium / Reform-Realgymnasium
Schon im ausgehenden 19. Jahrhundert war offenkundig, dass die Industrialisierung Deutschlands eine bessere naturwissenschaftliche Schulbildung verlangte. Auch in Eutin war vorgesehen, das Gymnasium, das sich seit dem Rektorat von Johann Heinrich Voß in erster Linie als ein humanistisches verstanden hatte, in ein Realgymnasium umzuwandeln, zumal die Schule dank der Anstöße von Paul Bobertag für ihren mathematisch-naturwissenschaftlichen Unterricht über die Stadtgrenzen hinaus Beachtung fand. Doch erfolgte dieser Schritt infolge des Ersten Weltkriegs erst 1920. Die Schule, die nach dem Ende des Großherzogtums Oldenburg das „Großherzoglich“ aus dem Namen gestrichen hatte und als Gymnasium Eutin firmierte, wurde 1920 mit der erst 1910 gegründeten städtischen Friedrich-August-Realschule zum staatlichen Gymnasium und Realgymnasium Eutin vereinigt. Es zog in das Gebäude der ehemaligen Realschule in der Bismarckstraße 14. Dieser Bau war vor dem Krieg nach Plänen des Hamburger Architekten Heinrich Bomhoff errichtet und am 28. Oktober 1913 im Beisein von Großherzog Friedrich August eingeweiht worden.
Noch im selben Jahr 1920 änderte das Gymnasium seinen Namen in Reform-Realgymnasium (gelegentlich auch Reformrealgymnasium geschrieben). In der Weimarer Republik, mancherorts auch schon am Ende der Zeit des Deutschen Kaiserreiches, stellten Realgymnasien ihren Namen das Wort „Reform“ voran, um auszudrücken, dass sie auch „lateinlose Realklassen“ führten, und um ihre Verbindung mit dem neuen Leitbild der Reformpädagogik deutlich zu machen.

### Die Johann-Heinrich-Voß-Schule
Nach der Machtübernahme durch die Nationalsozialisten wurde der Zusatz „Reform“ wieder gestrichen, da den Nationalsozialisten die Ideale der Reformpädagogik verdächtig waren. Die NS-Propaganda verkündete die „Volksgemeinschaft“, in der alles Elitäre angeblich überwunden war, einschließlich des „Bildungsdünkels“, der sich im Wort „Gymnasium“ ausdrücke. Daher wurden die Gymnasien in „Oberschulen“ umbenannt. So fiel auch in Eutin der letzte Bestandteil des bisherigen Namens. 1937 wurde aus dem Reformrealgymnasium die Johann-Heinrich-Voß-Schule, Oberschule für Jungen.

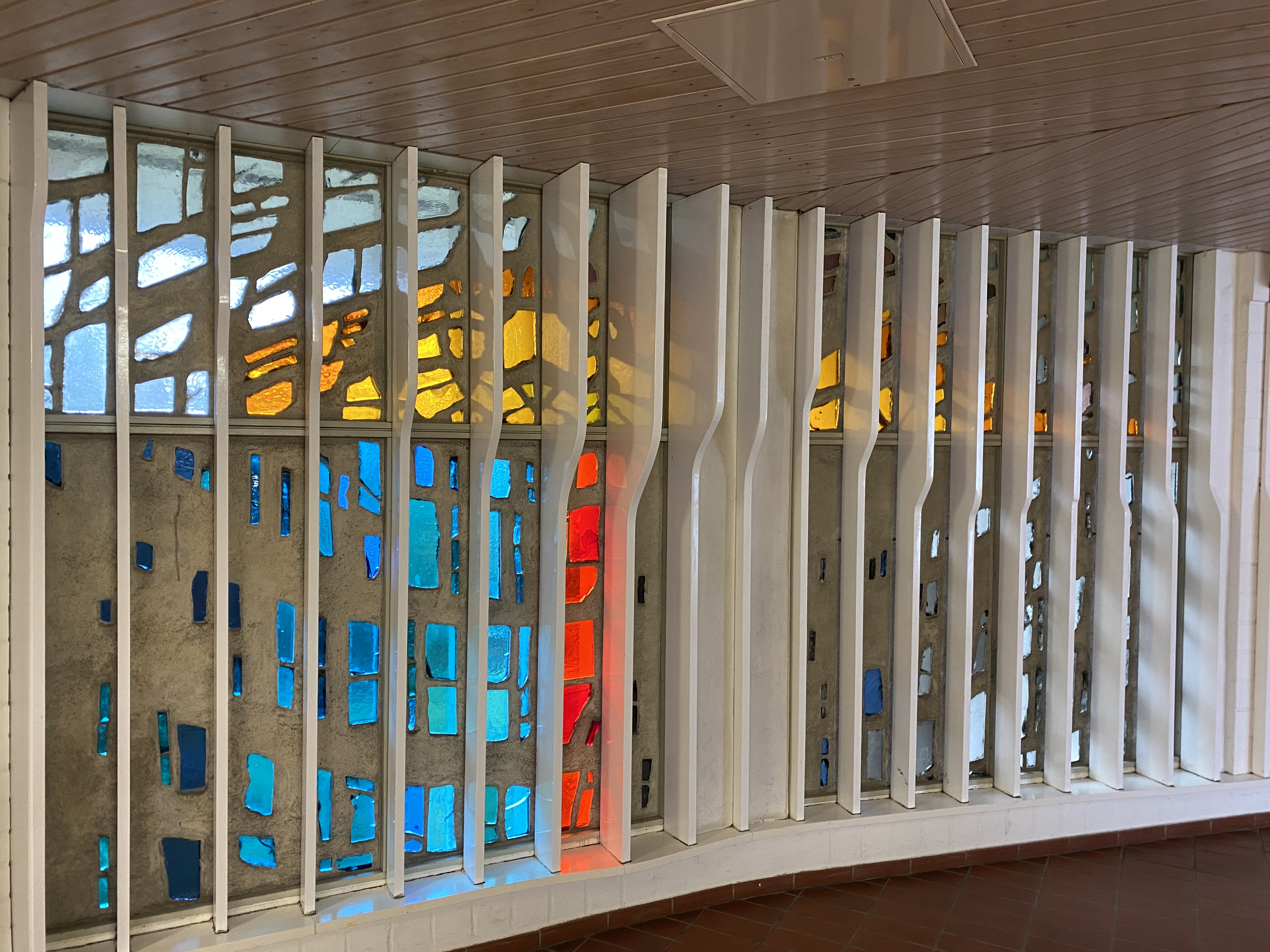
Kunstwerk Aufbruch, Entstehen, Entwickeln von Gerhard Backschat im Erweiterungsbau.

Nach dem Ende des Zweiten Weltkriegs wurde der Schulbetrieb auf Anordnung der britischen Militärregierung am 10. Mai 1945 an allen Schulen eingestellt. An der Johann-Heinrich-Voß-Schule konnte der Unterricht erst am 24. Januar 1946 unter äußerst schwierigen Bedingungen wieder aufgenommen werden.
1973 wurde die Koedukation eingeführt.
Die Johann-Heinrich-Voß-Schule wurde 1977 bundesweit bekannt, als sie Drehort der Episode Reifezeugnis der Fernsehreihe Tatort war.
Das historische Hauptgebäude (Altbau) steht unter Denkmalschutz.
Die Schule wurde 1984 durch die Errichtung eines großen Erweiterungsbaus für die Naturwissenschaften und eine Grundinstandsetzung des Altbaus umfassend erweitert und saniert. Der Erweiterungsbau umfasst auch ein Kunst am Bau Werk des Lübecker Künstlers Gerhard Backschat. Die in dieser Zeit ebenfalls sanierte Aula hat 250 Sitzplätze. Um die Anforderungen an eine Ganztagsschule zu erfüllen, wurde 2007 zusätzlich eine Mensa mit 100 Sitzplätzen errichtet.
Träger der Schule ist seit 2010 die Stadt Eutin.

## Die Johann-Heinrich-Voß-Schule heute
Die Johann-Heinrich-Voß-Schule versteht sich heute als offene Ganztagsschule. Im Schuljahr 2015/2016 hatte die Schule 638 Schülerinnen und Schüler, die von 52 Lehrkräften unterrichtet wurden.
Die Schule bietet eine Reihe von Arbeitsgemeinschaften an wie Chor, Orchester, Musical, Theater, physikalisch-technische AG, Informatik-AG, Gerätturnen und Ballsportarten. Alljährlich werden neben den Bundesjugendspielen und Winterbundesjugendspielen der sogenannte Voss-Lauf (derzeit jeweils am zweiten Samstag im September), ein Basketball-/Volleyballturnier und ein Lehrer-Schüler-Fußballspiel veranstaltet.
Die Schule unterhält fünf Schulpartnerschaften mit Schulen in Litauen, Finnland, Italien, Frankreich und Kansas (USA).

## Persönlichkeiten

### Rektoren und Direktoren
- Jacob Christoph Rudolph Eckermann (1754–1837), Rektor von 1775 bis 1782
- Johann Heinrich Voß (1751–1826), Rektor von 1782 bis 1802
- Gabriel Gottfried Bredow (1773–1814), Rektor von 1802 bis 1804
- Georg Ludwig König (1766–1849), Direktor von 1804 bis 1849
- Wilhelm Fries (1845–1928), Direktor von 1880 bis 1882

### Lehrer
- Heinrich Riemann (1793–1872), Gymnasiallehrer von 1821 bis 1828
- Wilhelm Leverkus (1808–1870), Hilfslehrer von 1836 bis 1838[9]
- Paul Bobertag (1813–1874), Lehrer für Mathematik und Naturwissenschaften von 1839 bis 1846
- Wilhelm Wisser (1843–1935), deutscher Gymnasialprofessor und Märchensammler, Gymnasiallehrer von 1870 bis 1877 und von 1887 bis 1902
- Ernst-Günther Prühs (1918–2016), Studiendirektor

### Bekannte Schüler
- Adolph Heinrich Eckermann (1778–1850), Pastor in Ratekau
- Friedrich August Ukert (1780–1851), Historiker, Geograph und Bibliothekar
- Ernst Hellwag (1790–1862), deutscher Verwaltungsjurist und Autographensammler
- Friedrich Adolf Trendelenburg (1802–1872), Philosoph, Philologe und Pädagoge
- Theodor Olshausen (1802–1869), schleswig-holsteinischer Politiker im Herzogtum Holstein.
- Ludwig Völckers (1802–1849), Landtagspräsident in Oldenburg
- Johann Georg Kuhlmann (1812–1876), Konfident und religiöser Sozialist
- Dietrich Klävemann (1814–1889), Verwaltungsjurist und Abgeordneter in Oldenburg
- Johann Friedrich Julius Schmidt (1825–1884), Astronom und Geologe
- Wilhelm Hellwag (Konrad Wilhelm Hellwag oder Wilhelm Konrad Hellwag; 1827–1882), Eisenbahningenieur
- Ludwig Matthiessen (1830–1906), Physiker und Hochschullehrer
- Theodor Paulsen (1839–1921), Theologe und Propst in Pinneberg
- Julius Stinde (1841–1905), Journalist und Schriftsteller
- Adolf Pansch (1841–1887), Anatom und Anthropologe
- Metaphius Theodor August Langenbuch (1842–1907), deutscher Gartenarchitekt und Stadtgärtner
- Wilhelm Wisser (1843–1935), deutscher Gymnasialprofessor und Märchensammler
- Wilhelm Pfitzner (1853–1903), Anatom und Hochschullehrer
- Karl von Schlözer (1854–1916), deutscher Diplomat
- Carl von Bassewitz-Levetzow (1855–1921), Präsident des Staatsministeriums des Großherzogtums Mecklenburg-Schwerin
- Peter Corssen (1856–1928), klassischer Philologe und Gymnasiallehrer
- Ludolf von Maltzan (1864–1942), Gutsbesitzer und Mitglied des Deutschen Reichstags
- Magnus von Wedderkop (1864–1929), Museumsjustiziar der Königlichen Museen zu Berlin und Publizist
- Paul Ohrt (1867–1944), Offizier und Philatelist (Lindenberg-Medaille 1923)
- Heinrich Böhmcker (1896–1944), NSDAP-Politiker und Bremer Bürgermeister
- Dietrich Werner Hahlbrock (1923–2012), Manager der Vieh- und Fleischwirtschaft
- Kay Hoff (1924–2018), Schriftsteller (Abitur 1942)
- Hans-Werner Graf Finck von Finckenstein (1926–2012), Diplomat
- Paul Wunderlich (1927–2010), Maler und Bildhauer
- Wolfgang Prange (1932–2018), Historiker
- Hasso Scholz (* 1937), Pharmakologe (Abitur 1956)
- Jörn Gruber (* 1940), Romanist (Abitur 1961)
- Thomas Klinger (* 1965), Physiker
- Wincent Weiss (* 1993), Popsänger und Songwriter[10]